# 1454
Cette page concerne l'année 1454  du calendrier julien. Pour l'année 1454 av. J.-C., voir 1454 av. J.-C.
L'année 1454 est une année commune qui commence un mardi.

## Événements
- 6 janvier : Georges Scholarios, un des plus farouches opposants à l’Union des Églises, est placé par le sultan sur le trône patriarcal de Constantinople[2].
- 8 janvier : bulle Romanus pontifex[3]. Le pape Nicolas V attribue la Guinée au Portugal. Il encourage le combat et la soumission des Maures et autres incroyants rencontrés lors des expéditions[4].
- 10 janvier : rattachement du comté de Comminges au domaine royal français[5]. Marguerite de Comminges (1363 † 1443) ayant légué ses domaines au roi de France, son 3e époux Mathieu de Foix en avait gardé la jouissance jusqu'à sa mort († 1453).
- 25 janvier : la Diète de Hongrie décrète une levée en masse[6]. Elle vote une loi sur la réorganisation du système militaire. Hunyadi crée une structure militaire unie et efficace avec différentes « bandéries » des barons, des évêques, des comitats et des ethnies comme les Sicules et les Coumans. Il enrôle de nombreux mercenaires recrutés surtout parmi les anciens taborites à qui il emprunte leur tactique mobile et leurs chars d’assaut. Pour financer la levée de 100 000 hommes, la Diète vote des impôts de guerre extrêmement lourds. Le roi Ladislas V, résidant à Prague, en prend ombrage et exige de récupérer ses revenus régaliens gérés par Hunyadi. Il restreint ses pouvoirs politiques en le plaçant sous l’autorité d’un Conseil du royaume de 18 membres, puis finalement lui restitue ses attributions.

- 4 février : soulèvement général en Prusse contre la domination de l'ordre teutonique[7].
- 17 février, Lille : vœu du faisan formulé par le duc de Bourgogne Philippe le Bon et sa cour lors d'un banquet au palais ducal à Lille, devant les représentants du pape Nicolas V (1397-1449), et de l' empereur Frederic III (1415-1493) du Saint Empire, d'aller délivrer Constantinople prise par les Turcs l'année précédente[8].

- 6 mars : à la demande des représentants des États, la Prusse est incorporée à la Pologne par un acte de Casimir IV Jagellon. Début de la Guerre de Treize Ans (fin en 1466) entre la Pologne et l’ordre Teutonique. Casimir IV combat victorieusement les Teutoniques à qui il prend la Prusse occidentale. Dantzig est libéré de la domination teutonique[9].
- 27 mars : Richard d'York est nommé Lord Protecteur du royaume d'Angleterre[10].

- 9 avril : paix de Lodi entre Milan et Venise, qui se liguent contre les Français[11]. Venise annexe Brescia, Bergame et Crema[12]. Les Vénitiens sont maîtres du Frioul, de Trévise, Padoue et Vérone (Venise atteint sa plus grande expansion territoriale en terre ferme). Après la paix de Lodi, les principales puissances italiennes emploient des ambassadeurs permanents[13].
- 12 avril : le condottiere Colleoni (1400-1475) abandonne Milan (15 février) et devient capitaine général à vie de Venise[14].
- 15 avril : l'Ordonnance de Montils-lès-Tours promulguée par Charles VII oblige que l'on rédige les coutumes orales en France[15] (voir aussi édit de Villers-Cotterêts).

- 18 avril : le sultan ottoman signe la paix avec la république de Venise en ce qui concerne l’essentiel de ses positions commerciales[16].

- Mai : Jean Hunyadi reprend les hostilités contre les Turcs. Il avance en Bulgarie jusqu'à Ternova[6].
- 1er juin : le canton de Schaffhouse s’allie avec la Confédération suisse[17].
- 5 juin : Élie de Tourrettes, Lieutenant général de la sénéchaussée de Saintonge, est créé cinquième président au Parlement de Paris[18], sans jamais avoir été conseiller - nous dirions de nos jours au tour extérieur -, parce que l'on suppose qu'il saura se montrer compréhensif dans l'affaire « Jacques Cœur ».
- Juin - juillet : à la suite de l'invasion de la Croatie par les comtes de Cilli en juin, Jean Hunyadi se retire au-delà du Danube. Pendant ce temps le général des Cilli Wittowitz est battu le 13 juillet en Croatie, et le comte Frédéric de Cilli, père d'Ulric, meurt ; le sultan Mehmed II assiège Smederevo, capitale de la Serbie[6].
- 21 juillet : début du règne de Henri IV l’impuissant, roi de Castille (fin en 1474)[19]. Il se laisse influencer au début de son règne par ses favoris (Miguel Lucas de Iranzo (es), Beltrán de la Cueva, Juan Pacheco et son frère Pedro Girón (es))[20], dont certains sont d’origine juive.

- 30 août : formation de la Ligue italique entre Milan, Florence et Venise[11].

- 18 septembre : victoire des Teutoniques sur la Pologne à la bataille de Konitz[21].
- 20 septembre : Hunyadi passe une seconde fois le Danube et s'avance vers Smederevo[22]. Les Turcs se retirent en Bulgarie. Hunyadi vainc près de Kruševac, sur la Morava, le corps turc qui était resté en arrière, puis brûle Vidin en Bulgarie. Le sultan se retire à Andrinople. Hunyadi doit se retirer à l'annonce d'une nouvelle invasion de la Croatie par Ulric de Cilli[6].

- 22 octobre : Le premier spécimen d'une œuvre d'imprimerie (lettres d'indulgence de trente et une lignes) venant de Mayence est produit par un apprenti de Gutenberg.
- 30 octobre : le futur duc de Bourgogne Charles le Téméraire, fils du duc Philippe III le Bon, épouse à Lille sa cousine Isabelle de Bourbon[23].
- Octobre : Jacques Cœur, emprisonné depuis 1451, torturé, dépossédé de ses biens, s’évade de la prison de Poitiers avec la complicité du pape qu’il rejoint à Rome[24]. Il meurt en 1456 à Chios en combattant les Turcs.

## Naissances en 1454
- 9 mars : Amerigo Vespucci, navigateur florentin († 1512).
- Date précise inconnue :
- Choe Bu, homme politique coréen du début de la période Chosŏn († 1504).

## Décès en 1454
- 21 juillet[25] : Jean II de Castille[19].